# Brendan Byrne
Brendan Thomas Byrne (né le 1er avril 1924, mort le 4 janvier 2018) est un homme politique américain, membre du parti démocrate, gouverneur du New Jersey entre 1974 et 1982.

## Biographie
Il a travaillé au gouvernement de l'état du New Jersey depuis 1955. 
Élu gouverneur en 1974, il avait soutenu la création de deux casinos à Atlantic City et présidé à la construction du Giants Stadium.
Il meurt d'une infection pulmonaire à l'âge de 93 ans.